# Igor Kurchatov
Igor Vasilyevich Kurchatov (em russo:  И́горь Васи́льевич Курча́тов; Simsky Zavod, 12 de janeiro de 1903 — Moscou, 7 de fevereiro de 1960) foi um físico soviético. Líder do projeto da bomba atômica soviética, a cidade laboratório do "Polígono" foi batizada em sua homenagem.

## Biografia
É amplamente conhecido como o diretor do projeto da bomba atômica soviética. Junto com Georgy Flyorov e Andrei Sakharov, Kurchatov é conhecido como o "pai da bomba atômica soviética" e, mais tarde, "o pai do míssil nuclear soviético" por seu papel de diretor em um programa nuclear soviético clandestino formado durante a Segunda Guerra Mundial em o despertar da descoberta da URSS dos esforços aliados ocidentais para desenvolver armas nucleares. Após nove anos de desenvolvimento secreto, assim como espiões soviéticos se infiltrando com sucesso no Projeto Manhattan, a União Soviética testou com sucesso sua primeira arma nuclear, batizada de Primeiro Relâmpago na Faixa de Teste de Semipalatinsk em 1949. Em 1954 ele recebeu o Prêmio Estadual da URSS em física.
De 1940 em diante, Kurchatov trabalhou e contribuiu para o avanço do programa de armas nucleares e, mais tarde, defendeu o desenvolvimento pacífico da tecnologia nuclear. Em 1950, Kurchatov contribuiu no desenvolvimento da bomba de hidrogênio com Andrei Sakharov que originou este desenvolvimento como a terceira ideia de Sakharov. Outros projetos concluídos sob Kurchatov incluíram a instalação e desenvolvimento do primeiro acelerador de partículas da União Soviética, o Ciclotron; inauguração e estabelecimento em Obninsk da Usina Nuclear de Obninsk, a primeira usina nuclear do mundo; e a conclusão e lançamento do Lenin, a primeira embarcação de superfície com propulsão nuclear, sob sua liderança, em 1959.

## Projeto de bomba atômica
Em 1941, a Alemanha nazista iniciou uma ofensiva militar em grande escala contra a União Soviética sob o codinome Operação Barbarossa. Enquanto isso, Kurchatov liderava pesquisas em física nuclear e era amplamente conhecido na Academia Soviética de Ciências por sua ampla pesquisa. Por causa da guerra contra a Alemanha e seus aliados, a União Soviética não empreendeu nenhuma iniciativa séria para iniciar a pesquisa científica em armas nucleares até 1942. Em abril de 1942, Georgii Flerov, que mais tarde se tornaria uma figura-chave no programa nuclear, dirigiu-se em uma carta secreta para Joseph Stalin que indicava que nada havia sido publicado em periódicos de física por americanos, britânicos ou mesmo alemães sobre fissão nuclear desde o ano de sua descoberta, 1939, e que muitos dos físicos mais proeminentes nos países aliados pareciam de fato não estar publicando nada. Esse silêncio acadêmico era altamente suspeito, e Flerov instou Stalin a lançar o programa com efeito imediato, pois ele acreditava que outras nações já estavam promovendo seus programas secretamente. Em 1943, o NKVD obteve uma cópia de um relatório britânico secreto do Comitê MAUD sobre a viabilidade das armas atômicas, o que levou Stalin a ordenar o início de um programa nuclear soviético (embora com recursos muito limitados).
Stalin recorreu à Academia Soviética de Ciências para encontrar o melhor administrador para liderar o programa e, assim, a Academia Soviética de Ciências escolheu Kurchatov por sua vasta experiência em física nuclear. Ioffe recomendou Kurchatov a Vyacheslav Molotov, que aconselhou Stalin a nomear Kurchatov como o diretor formal do nascente programa nuclear soviético e o desenvolvimento de armas nucleares soviéticas começou na década de 1940. Kurchatov mudou sua pesquisa primeiro para proteger a navegação de minas magnéticas e depois para blindagem de tanques e finalmente para física nuclear.

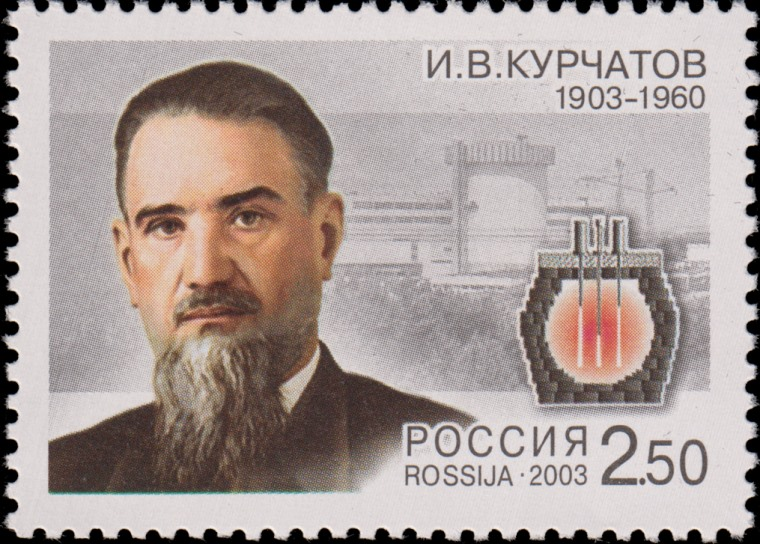
Kurchatov em um selo de 2003 da Rússia.

Durante seus anos de formação, o projeto da bomba atômica soviética permaneceu uma prioridade relativamente baixa até que as informações do espião Klaus Fuchs e mais tarde a destruição de Hiroshima e Nagasaki incitaram Stalin à ação. Stalin ordenou que Kurchatov produzisse uma bomba em 1948 e colocou o implacável Lavrenty Beria no comando direto do projeto. O projeto assumiu a cidade de Sarov no Oblast de Gorki (agora Oblast de Nizhny Novgorod), no Volga, e a renomeou como Arzamas-16. A equipe (que incluiu outros cientistas nucleares soviéticos proeminentes, como Julii Borisovich Khariton e Yakov Borisovich Zel'dovich) foi auxiliado por divulgações públicas feitas pelo governo dos EUA, bem como por informações adicionais fornecidas pela Fuchs. No entanto, Kurchatov e Beria temiam que a inteligência fosse desinformação e então insistiram para que os cientistas testassem tudo sozinhos. Beria, em particular, usaria a inteligência como uma verificação de terceiros nas conclusões das equipes de cientistas.

### Primeiro relâmpago
Em 29 de agosto de 1949, a equipe de Kurchatov detonou com sucesso seu dispositivo de teste inicial First Lightning (uma bomba de implosão de plutônio) no local de teste de Semipalatinsk. Kurchatov comentou mais tarde que seu principal sentimento na época era de alívio.
Na esteira da detonação bem-sucedida do primeiro dispositivo de fusão americano, codinome Ivy Mike em 1952, Stalin ordenou que os cientistas soviéticos construíssem um dispositivo semelhante, um programa que foi lançado em 1953. Os diretores do projeto foram Vitaly Ginzburg e Andrei Sakharov, que originou este projeto como a Terceira Ideia de Sakharov. Kurchatov contribuiu com alguns dos cálculos necessários para a primeira bomba de hidrogênio da União Soviética. Ao contrário de Ginzburg, Sakharov e Yakov Zel'dovich, Kurchatov estava envolvido apenas em cálculos em pequena escala, aplicando os princípios básicos das armas nucleares usados nas armas nucleares menores que foram desenvolvidas sob sua direção. Em 1953, a União Soviética detonou seu primeiro dispositivo termonuclear, codinome Joe 4. Enquanto outros cientistas, como Ginzburg, Zel'dovich e Sakharov ganharam renome, a contribuição de Kurchatov diminuiu.

### Outros projetos

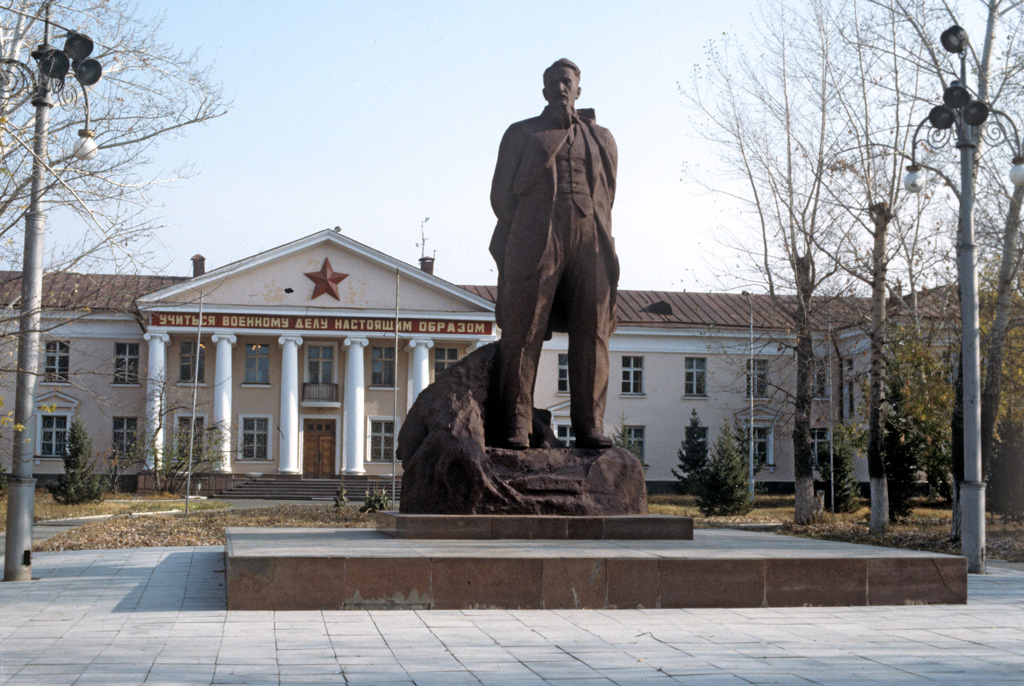
Monumento a Kurchatov no escritório da equipe central do local de teste nuclear de Semipalatinsk.

No final da década de 1950, Kurchatov advogou contra os testes de armas nucleares. Entre os projetos concluídos sob a liderança de Kurchatov estava o primeiro ciclotron em Moscou (1949), o primeiro reator atômico da Europa (1946), a primeira usina nuclear do mundo (1954), o quebra-gelo Lenin, a primeiro navio do mundo movido a energia nuclear e o primeiro navio civil movido a energia nuclear (1959).

## Morte
Em janeiro de 1949, Kurchatov havia se envolvido em um grave acidente que se tornou uma catástrofe em Chelyabinsk-40, no qual é possível que mais pessoas morreram do que em Chernobyl. Em um esforço para economizar a carga de urânio e reduzir as perdas na produção de plutônio, Kurchatov foi o primeiro a entrar no corredor central do reator danificado cheio de gases radioativos.
A saúde de Kurchatov piorou drasticamente nos últimos anos. Ele sofreu um derrame em 1954 e morreu em Moscou de embolia cardíaca em 7 de fevereiro de 1960 aos 57 anos. Ele foi cremado e suas cinzas enterradas na Necrópole da Muralha do Kremlin na Praça Vermelha.